# 富士見駅
富士見駅（ふじみえき）は、長野県諏訪郡富士見町富士見にある、東日本旅客鉄道（JR東日本）中央本線の駅である。
特急「あずさ」の一部が停車する。

## 歴史
- 1904年（明治37年）12月21日：：鉄道院中央本線 韮崎駅 - 当駅間開通と同時に開業[5]。旅客および貨物の取り扱いを開始[3]。
- 1905年（明治38年）11月25日：当駅 - 岡谷駅間が開通[5]。
- 1940年（昭和15年）：森林鉄道（作業軌道）が開設（駅前 - 泉野村美濃戸）。1950年度全廃[6]
- 1946年（昭和21年）10月19日：夜明けごろ、富士見分村民516人を乗せた列車が到着。駅前では帰還祝福パレードが行われた。
- 1949年（昭和24年）6月1日：日本国有鉄道に移管[7]。
- 1980年（昭和55年）8月31日：貨物の取り扱いを廃止[3]。
- 1985年（昭和60年）3月14日：荷物の扱いを廃止[3]。
- 1987年（昭和62年）4月1日：国鉄分割民営化により、JR東日本の駅となる[3][8]。
- 2014年（平成26年）4月1日：ICカード「Suica」の利用が可能となる[9]。東京近郊区間に編入される[9]。
- 2025年（令和7年）2月：駅番号にCO 53を設定[10]。

## 駅構造
駅舎に接して単式ホーム1面1線、その奥に島式ホーム1面2線、計2面3線を有する地上駅である。互いのホームは屋根付きの跨線橋で結ばれている。のりばは駅舎側から1番線、2番線、3番線である。
茅野駅が管理する業務委託駅で、ステーションビルMIDORIが受託している。直営駅だったころは、管理駅として、信濃境駅とすずらんの里駅を管理していた。
駅舎は木造平屋建てで、三角屋根が特徴的である。内部には待合室やコンコースのほか、みどりの窓口、自動券売機、簡易Suica改札機、待合室および駅舎の外から利用が可能な駅そば屋（丸政）がある。

### のりば
| 番線 | 路線     | 方向 | 行先           | 備考            |
| ---- | -------- | ---- | -------------- | --------------- |
| 1    | 中央本線 | 下り | 塩尻・松本方面 | 一部列車は2番線 |
| 2    | 中央本線 | 下り | 塩尻・松本方面 | 待避・始発列車  |
| 2    | 中央本線 | 上り | 甲府・新宿方面 | 待避・始発列車  |
| 3    | 中央本線 | 上り | 甲府・新宿方面 |                 |

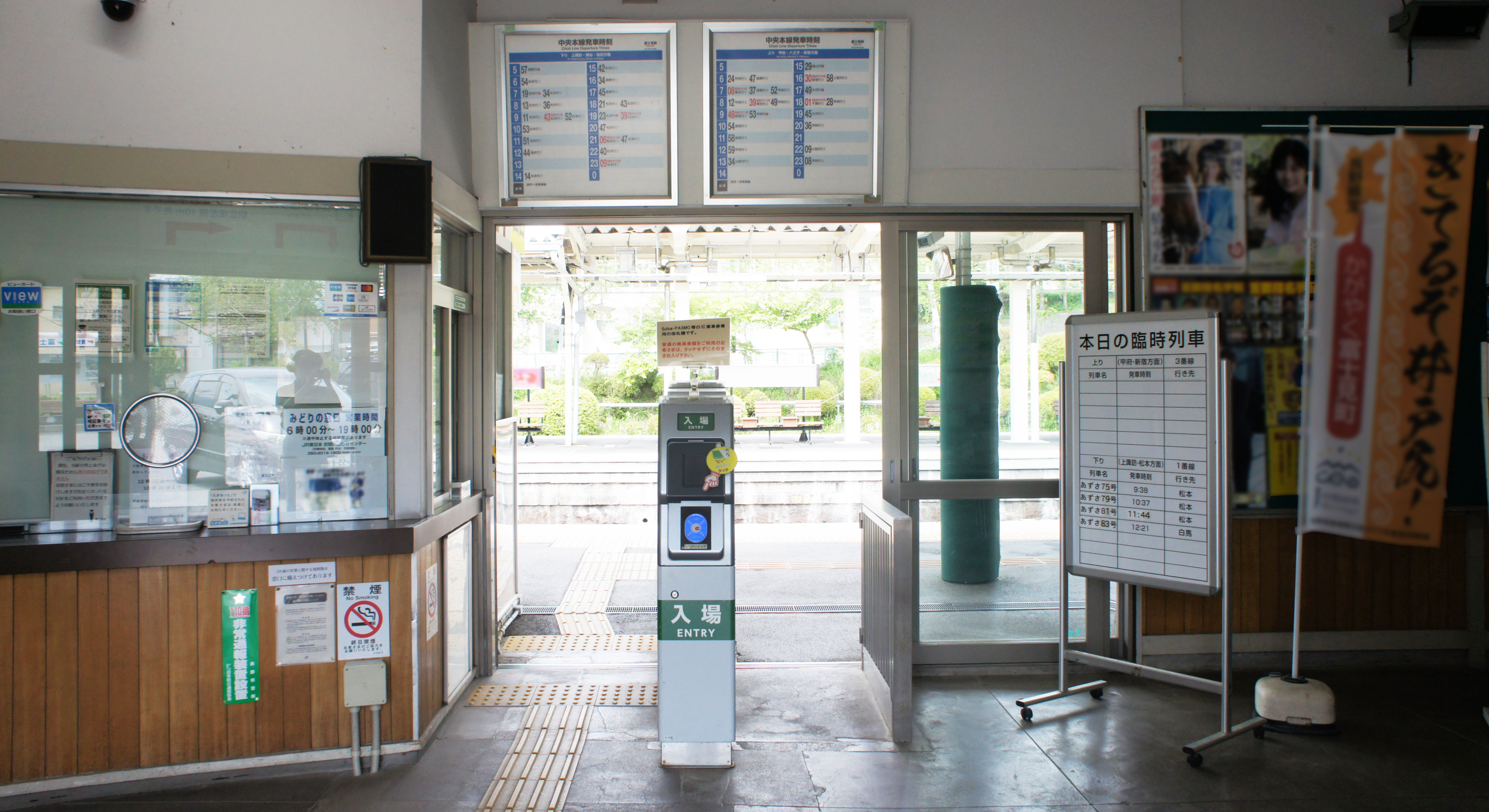
改札口（2021年6月）
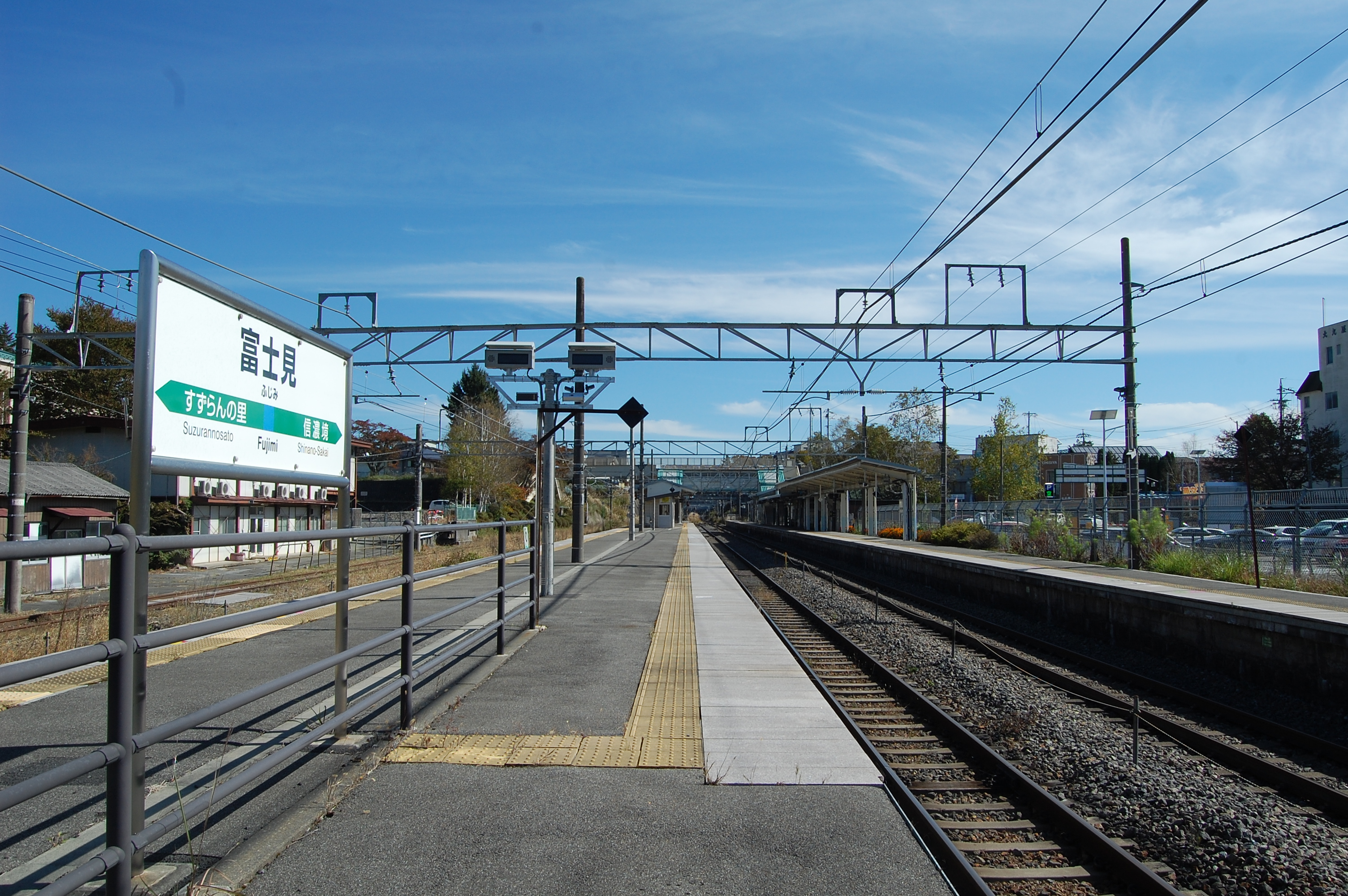
ホーム（2021年10月）

## 利用状況
JR東日本によると、2023年度（令和5年度）の1日平均乗車人員は838人である。
2000年度（平成12年度）以降の推移は以下のとおりである。
| 1日平均乗車人員推移 | 1日平均乗車人員推移 | 1日平均乗車人員推移 | 1日平均乗車人員推移 | 1日平均乗車人員推移    |
| 年度                | 定期外              | 定期                | 合計                | 出典                   |
| ------------------- | ------------------- | ------------------- | ------------------- | ---------------------- |
| 2000年（平成12年）  |                     |                     | 1,095               | [ 利用客数 2 ]         |
| 2001年（平成13年）  |                     |                     | 1,094               | [ 利用客数 3 ]         |
| 2002年（平成14年）  |                     |                     | 1,073               | [ 利用客数 4 ]         |
| 2003年（平成15年）  |                     |                     | 1,033               | [ 利用客数 5 ]         |
| 2004年（平成16年）  |                     |                     | 1,015               | [ 利用客数 6 ]         |
| 2005年（平成17年）  |                     |                     | 997                 | [ 利用客数 7 ]         |
| 2006年（平成18年）  |                     |                     | 978                 | [ 利用客数 8 ]         |
| 2007年（平成19年）  |                     |                     | 980                 | [ 1 ] [ 利用客数 9 ]   |
| 2008年（平成20年）  |                     |                     | 985                 | [ 利用客数 10 ]        |
| 2009年（平成21年）  |                     |                     | 945                 | [ 1 ] [ 利用客数 11 ]  |
| 2010年（平成22年）  |                     |                     | 955                 | [ 利用客数 12 ]        |
| 2011年（平成23年）  |                     |                     | 936                 | [ 12 ] [ 利用客数 13 ] |
| 2012年（平成24年）  | 260                 | 689                 | 949                 | [ 利用客数 14 ]        |
| 2013年（平成25年）  | 253                 | 693                 | 946                 | [ 利用客数 15 ]        |
| 2014年（平成26年）  | 245                 | 656                 | 902                 | [ 利用客数 16 ]        |
| 2015年（平成27年）  | 253                 | 671                 | 924                 | [ 利用客数 17 ]        |
| 2016年（平成28年）  | 259                 | 707                 | 967                 | [ 利用客数 18 ]        |
| 2017年（平成29年）  | 246                 | 676                 | 922                 | [ 利用客数 19 ]        |
| 2018年（平成30年）  | 246                 | 660                 | 906                 | [ 利用客数 20 ]        |
| 2019年（令和元年）  | 237                 | 623                 | 861                 | [ 利用客数 21 ]        |
| 2020年（令和02年）  | 132                 | 599                 | 732                 | [ 利用客数 22 ]        |
| 2021年（令和03年）  | 144                 | 600                 | 745                 | [ 利用客数 23 ]        |
| 2022年（令和04年）  | 193                 | 592                 | 786                 | [ 利用客数 24 ]        |
| 2023年（令和05年）  | 232                 | 606                 | 838                 | [ 利用客数 1 ]         |

## 駅周辺
富士見町の中心集落に位置する。駅前は広く、広場がある。駅舎に向かって右側（甲府・新宿方）に南北自由通路がある。富士見町内にある3駅では最も利用者数が多く、街の中心となっている。
- 富士見町役場[1]
- 富士見町コミュニティプラザ
  - 富士見町図書館
  - 富士見高原のミュージアム
- 長野県富士見高等学校[1]（標高967メートル、日本最高所にある高等学校）
- 富士見町立富士見中学校
- 富士見高原医療福祉センター富士見高原病院[1]
  - 旧富士見高原療養所資料館
- 八十二銀行富士見支店（2022年〈令和4年〉7月4日に富士見町富士見から富士見町落合の町役場向かいの新店舗に移転[13]）
- 諏訪信用金庫富士見支店、富士見東支店
- 国道20号
- 原村公共交通「富士見駅」停留所
- 西友富士見店
- エーコープ ファーマーズ 富士見店

## その他

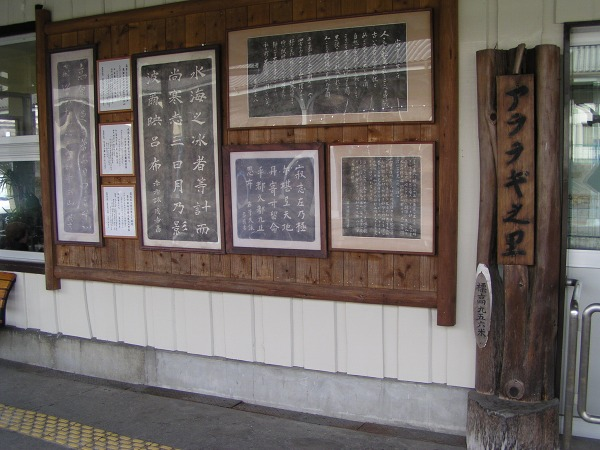
歌碑の拓本

- 明治時代末期、伊藤左千夫や島木赤彦などアララギ派の歌人は富士見をたびたび訪れた[1]。伊藤左千夫が設計して完成した富士見公園内にはこれを記念してアララギ派歌人の歌碑が建てられ、当駅の駅舎ホーム側には『アララギ之里』と題された拓本が展示されている[1]。
- 当駅から東へすぐのところに旧線トンネルがある。
- 当駅の標高は標高955.2メートルで、JRの幹線の中で最も高い位置にある駅となっている[2]（ただし、中央本線の最高地点は、西線鳥居トンネル（複線）内の970.6メートルである）。JR在来線特急停車駅としては日本で最も標高が高い[1]。
  - 1932年（昭和7年）12月27日に小海線・小海駅 - 佐久海ノ口駅間が開通して佐久海ノ口駅・海尻駅・松原湖駅に抜かれるまで、国鉄では最も標高の高い駅であった。今は小海線の野辺山駅、清里駅など[14]に次いでJR第10位の標高となっている。
- 2014年（平成26年）9月28日には、当駅の開業110周年を記念し、長野駅 - 当駅間で寝台車を用いた臨時列車「ブルートレイン信州」が運転された。
- 2019年（平成31年）3月まで発売されていた企画乗車券の信州特急料金回数券の利用エリアは、当駅が南端であった。
- 2024年（令和6年）3月15日までは、塩尻方面 - 当駅間の区間列車が少数ながら設定されていた。翌日のダイヤ改正日から区間が小淵沢駅まで延長された。これにより、当駅止まりの列車は消滅した。

## 隣の駅
※当駅に一部が停車する特急「あずさ」の隣の停車駅は列車記事を参照のこと。
東日本旅客鉄道（JR東日本）
 中央本線 
信濃境駅 (CO 52) - 富士見駅 (CO 53) - すずらんの里駅 (CO 54)

### 記事本文
1. 1 2 3 4 5 6 7 8 9 10 11 12 13 14 15 16 17  信濃毎日新聞社出版部『長野県鉄道全駅 増補改訂版』信濃毎日新聞社、2011年7月24日、67頁。ISBN 9784784071647。
2. 1 2 3  富士見駅 - 東日本旅客鉄道株式会社 長野支社（駅の小さな物語）、2015年8月6日閲覧。
3. 1 2 3 4 5  石野哲 編『停車場変遷大事典 国鉄・JR編 II』（初版）JTB、1998年10月1日、183頁。ISBN 978-4-533-02980-6。
4. 1 2  “駅業務委託｜駅ビジネス事業｜事業紹介｜生鮮市場JCなど運営 株式会社ステーションビルMIDORI”.   ステーションビルMIDORI. 2022年4月1日閲覧。
5. 1 2  歴史でめぐる鉄道全路線 国鉄・JR 5号、22頁
6. ↑   矢部三雄編著『近代化遺産 国有林森林鉄道全データ 中部編』信濃毎日新聞社、2015年、178頁
7. ↑  歴史でめぐる鉄道全路線 国鉄・JR 5号、25頁
8. ↑  歴史でめぐる鉄道全路線 国鉄・JR 5号、27頁
9. 1 2  『Suicaの一部サービスをご利用いただける駅が増えます』（PDF）（プレスリリース）東日本旅客鉄道、2013年11月29日。オリジナルの2019年2月14日時点におけるアーカイブ。2020年3月24日閲覧。
10. ↑  『JR東日本長野支社管内へ「駅ナンバリング」を拡大します』（PDF）（プレスリリース）東日本旅客鉄道長野支社、2024年12月13日。オリジナルの2024年12月13日時点におけるアーカイブ。2024年12月16日閲覧。
11. 1 2  “JR東日本：駅構内図・バリアフリー情報（富士見駅）”.   東日本旅客鉄道. 2025年5月26日閲覧。
12. ↑  長野県統計書（平成23年版）（2015年2月13日アーカイブ） - 国立国会図書館Web Archiving Project
13. ↑  「八十二銀行富士見支店が移転へ」『信濃毎日新聞』2022年5月21日。2022年5月21日閲覧。
14. ↑  緯度経度付き全国沿線・駅データベース - 公益財団法人国土地理協会、2015年8月6日閲覧。

### 利用状況
1. 1 2  “各駅の乗車人員（2023年度）”.   東日本旅客鉄道. 2024年7月21日閲覧。
2. ↑  “各駅の乗車人員（2000年度）”.   東日本旅客鉄道. 2019年4月18日閲覧。
3. ↑  “各駅の乗車人員（2001年度）”.   東日本旅客鉄道. 2019年4月18日閲覧。
4. ↑  “各駅の乗車人員（2002年度）”.   東日本旅客鉄道. 2019年4月18日閲覧。
5. ↑  “各駅の乗車人員（2003年度）”.   東日本旅客鉄道. 2019年4月18日閲覧。
6. ↑  “各駅の乗車人員（2004年度）”.   東日本旅客鉄道. 2019年4月18日閲覧。
7. ↑  “各駅の乗車人員（2005年度）”.   東日本旅客鉄道. 2019年4月18日閲覧。
8. ↑  “各駅の乗車人員（2006年度）”.   東日本旅客鉄道. 2019年4月18日閲覧。
9. ↑  “各駅の乗車人員（2007年度）”.   東日本旅客鉄道. 2019年4月18日閲覧。
10. ↑  “各駅の乗車人員（2008年度）”.   東日本旅客鉄道. 2019年4月18日閲覧。
11. ↑  “各駅の乗車人員（2009年度）”.   東日本旅客鉄道. 2019年4月18日閲覧。
12. ↑  “各駅の乗車人員（2010年度）”.   東日本旅客鉄道. 2019年4月18日閲覧。
13. ↑  “各駅の乗車人員（2011年度）”.   東日本旅客鉄道. 2019年4月18日閲覧。
14. ↑  “各駅の乗車人員（2012年度）”.   東日本旅客鉄道. 2019年4月18日閲覧。
15. ↑  “各駅の乗車人員（2013年度）”.   東日本旅客鉄道. 2019年4月18日閲覧。
16. ↑  “各駅の乗車人員（2014年度）”.   東日本旅客鉄道. 2019年4月18日閲覧。
17. ↑  “各駅の乗車人員（2015年度）”.   東日本旅客鉄道. 2019年4月18日閲覧。
18. ↑  “各駅の乗車人員（2016年度）”.   東日本旅客鉄道. 2019年4月18日閲覧。
19. ↑  “各駅の乗車人員（2017年度）”.   東日本旅客鉄道. 2019年4月18日閲覧。
20. ↑  “各駅の乗車人員（2018年度）”.   東日本旅客鉄道. 2019年7月10日閲覧。
21. ↑  “各駅の乗車人員（2019年度）”.   東日本旅客鉄道. 2020年7月10日閲覧。
22. ↑  “各駅の乗車人員（2020年度）”.   東日本旅客鉄道. 2021年7月20日閲覧。
23. ↑  “各駅の乗車人員（2021年度）”.   東日本旅客鉄道. 2022年8月3日閲覧。
24. ↑  “各駅の乗車人員（2022年度）”.   東日本旅客鉄道. 2023年7月11日閲覧。